# Новое Синявино
Новое Синявино — деревня в Смоленском районе Смоленской области России. Входит в состав Козинского сельского поселения. Население — 12 жителей (2007 год). 
Расположена в западной части области в 10 км к востоку от Смоленска, в 7 км южнее автодороги Р134 «Старая Смоленская дорога» Смоленск — Дорогобуж — Вязьма — Зубцов, на берегу реки Соменка. В 1 км северо-восточнее деревни расположена железнодорожная станция Духовская на линии Москва — Минск. 

## История
В годы Великой Отечественной войны деревня была оккупирована гитлеровскими войсками в июле 1941 года, освобождена в сентябре 1943 года. 